# Municipio de Stoney Creek (condado de Wayne)
El municipio de Stoney Creek (en inglés: Stoney Creek Township) es un municipio ubicado en el  condado de Wayne en el estado estadounidense de Carolina del Norte. En el año 2010 tenía una población de 15.659 habitantes.

## Geografía
El municipio de Stoney Creek se encuentra ubicado en las coordenadas 35°25′48.81″N 77°57′21.18″O / 35.4302250, -77.9558833.